# Scottish smallpipes

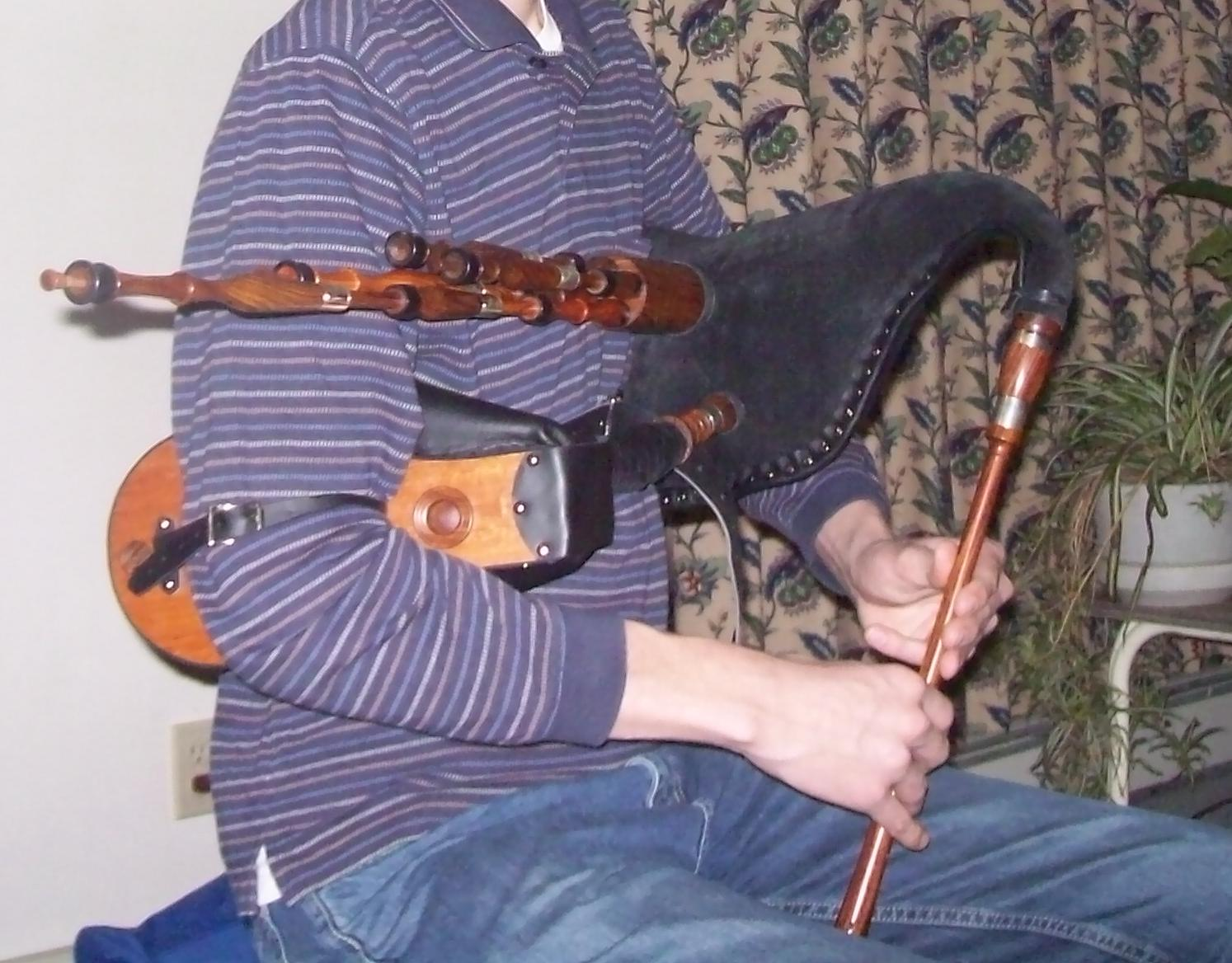
A set of Cocobolo Scottish Smallpipes feito em 2008 por Ebert Jones

Smallpipe escocesa é um termo aplicável a diversos aerofones surgidos no norte da Grã-Bretanha ao longo dos últimos séculos. Atualmente, o modelo mais conhecido foi desenvolvido por uma equipe chefiada por Colin Ross, a partir de 1980, baseado na morfologia da smallpipe nortumbriana, mas com digitação idêntica à da gaita das Highlands. As diferenças estruturais, entre a smallpipe escocesa e a nortumbriana, basicamente se resumem naquela ter uma cantadeira com campânula aberta e sem chaves, o que implica num som contínuo e limitado a nove notas – diferentemente da nortumbriana, que atinge quase duas oitavas cromáticas e é capas de produzir staccatos. Há alguns modelos modernos construídos com base em smallpipes escocesas mais antigas, mas no geral os instrumentos atuais costumam ser maiores e mais agudos.
Entre os modelos remanescentes mais antigos, está a smallpipe Montgomerie, datada de meados do século XVIII.
É particularmente popular entre instrumentistas da gaita das Highlands, tendo a smallpipe escocesa como um segundo instrumento. Tem servido como substituta para a cantadeira de treino (practice chanter) da gaita das Highlands, cuja sonoridade é considerada insatisfatória. Instrumentistas de gaita das Bordas também costumam tê-la como um segundo instrumento.

## Morfologia

### Modelo Ross
Possui uma cantadeira (ponteiro) cilíndrica, geralmente afinada em lá (A), apesar de ser possível encontrá-lo noutras afinações, especialmente ré (D), dó (C) e si (B). Por ser cilíndrica, sua cantadeira soa uma oitava abaixo em relação a uma cantadeira cônica de mesmo tamanho, como a da gaita das Bordas. Utiliza palheta simples. Não costuma ter chaves, mas há modelos com chaves para sol#, fá e dó; apesar de, a princípio, ser possível adicionar tantas chaves quanto há na moderna smallpipe nortumbriana, nenhum instrumentista de renome da smallpipe escocesa utiliza, bem como a maioria do repertório disponível é escrito apenas para as nove notas naturais do instrumento.
Costuma ser de ar-frio, com fole mecânico similar ao da smallpipe nortumbriana e ao da gaita das Bordas. Modelos de ar-quente, com soprador, também estão disponíveis, mas são menos comuns por ser mais difícil produzir um som contínuo e estável devido à delicadeza da palheta da cantadeira.
Os bordões, geralmente três, são dispostos em soquete (buxa) comum. Para gaitas em lá, o bordão tenor é afinado com o lá menor da cantadeira, geralmente a nota tonal, e o bordão grave é afinado uma oitava abaixo do anterior, também em lá; o terceiro bordão, considerado o bordão dominante, pode ser ajustado tanto como um barítono – cinco oitavas acima do bordão grave – ou como um alto – cinco oitavas acima do bordão tenor. Nos últimos tempos, a maioria dos luthiers tem preferido fazê-los como barítono em vez de alto.